# Schloss Helfenberg (Dresden)

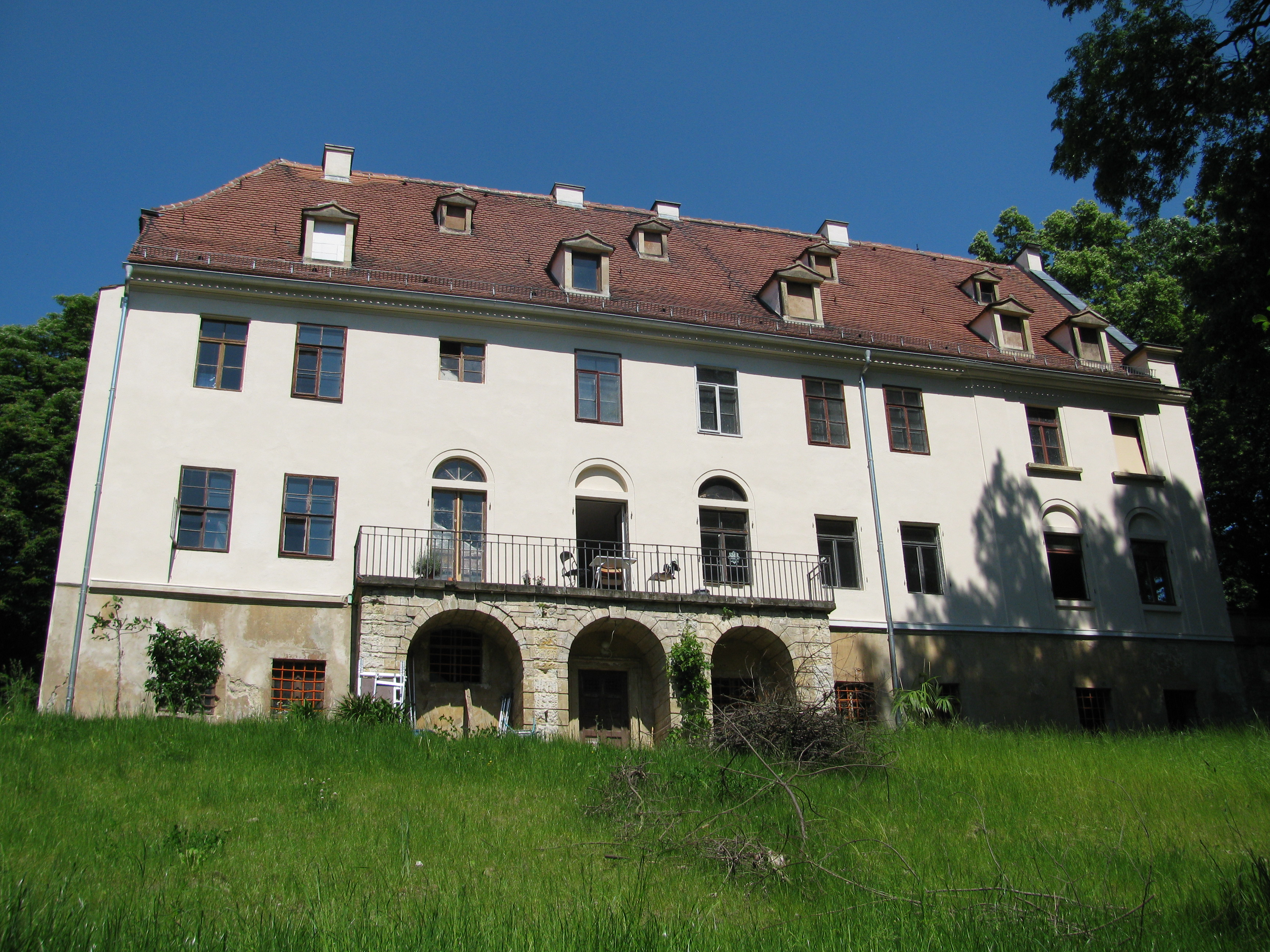
Herrenhaus Helfenberg, 2009

Das Schloss Helfenberg ist ein Schloss im Osten der sächsischen Landeshauptstadt Dresden im Ortsteil Helfenberg. Das Gebäudeensemble, bestehend aus Herrenhaus und Schlosspark, Wirtschaftsgebäude des Gutshofes, Gutsgebäude mit Hofeinfahrt, Mauerresten und Stützmauerwerk, ist ein eingetragenes Kulturdenkmal.
In früherer Zeit wurde auch die benachbarte Burg Helfenberg, von der nur noch Ruinenreste erhalten sind, so genannt. Nach dem Bau eines Herrenhauses in einem zu der Burg gehörigen Vorwerk ging die Bezeichnung auf das jetzige Schloss über.

## Burg Helfenberg
Die Burg Helfenberg befand sich westlich der heutigen Ortslage Helfenberg. Erstmals erwähnt wurde sie 1350 als Castrum Helfenberg in districtu Dresden situm, ist aber vermutlich mehr als 100 Jahre älter. Diese Wallburg stammt aus der Zeit der Deutschen Ostsiedlung. Im Jahr 1397 nennt eine Urkunde die Burg czum Helffenberge; 1410 wird sie als sloss Helffinberg bezeichnet. Der Name zum Helffenberge ist aus dem Jahr 1505 überliefert. Zeitweise nannte man die Burg auch Helfenstein und Hilfenburg.
Die Befestigungsanlage lag auf einem Bergsporn am Rande des Helfenberger Grunds. Gegen das Hinterland, in Richtung Gönnsdorf, war sie durch Gräben und Wälle gesichert. Die frühen Bewohner nutzten sie vorwiegend als Warte und Zufluchtsort. Die Burg war nur wenige 100 m² groß und entwickelte sich zum Zentrum einer kleinen Grundherrschaft und zum Rittersitz. Der Sage nach hatte hier zeitweise der grausame Raubritter Barbaricy seinen Unterschlupf.
Im 14. Jahrhundert gehörte die Herrschaft Helfenberg den Burggrafen von Dohna. Ab 1397 befand sie sich im Besitz der Herren von Ziegler; bereits um 1400 ging sie an den damaligen meißnischen Markgrafen Friedrich IV. über und wurde zum Krongut. Die einflussreiche Dresdner Bürgerfamilie Kundig erhielt das Rittergut 1445, ab 1510 übte das Adelsgeschlecht Karras die Grundherrschaft aus. Im Jahr 1535 wurden die Herren von Carlowitz die neuen Besitzer, ehe Kurfürst Moritz die Herrschaft Helfenberg Anfang der 1550er Jahre an Hans von Dehn-Rothfelser übertrug. Dessen Erben hatten hier noch bis 1760 Zinsrechte inne.
Das Ende der Burg Helfenberg wurde um 1535 dadurch eingeleitet, dass östlich von ihr in der heutigen Ortslage Helfenberg ein Herrenhaus errichtet wurde. Zwar war die Burg zunächst auch weiterhin bewohnbar, aber den Hauptsitz des Ritterguts verlegte man bereits in der Mitte des 16. Jahrhunderts in das neue, repräsentativere Gebäude. Die Burg diente nur noch als Zufluchtsort. Im Jahr 1631, während des Dreißigjährigen Krieges, zogen sich die Gutsherren vor den Angriffen der Kroaten hierher zurück.
Noch um 1700 wurde die Burg Helfenberg als altes Schloss erwähnt, aber nur noch selten genutzt. Im 18. Jahrhundert verfiel sie. Die Burgruine diente im Jahr 1775 zur Gewinnung von Baumaterial für den Bau eines neuen Herrenhauses und wurde dabei weitgehend abgetragen. Im Jahr 1878 erinnerte nur noch ein gotischer Torbogen an die frühere Burg. Bis heute blieben Ruinenreste, unter anderem Mauerteile und Abschnitte des Walls, erhalten. Archäologen bargen hier mittelalterliche Keramiken.

## Herrenhaus Helfenberg

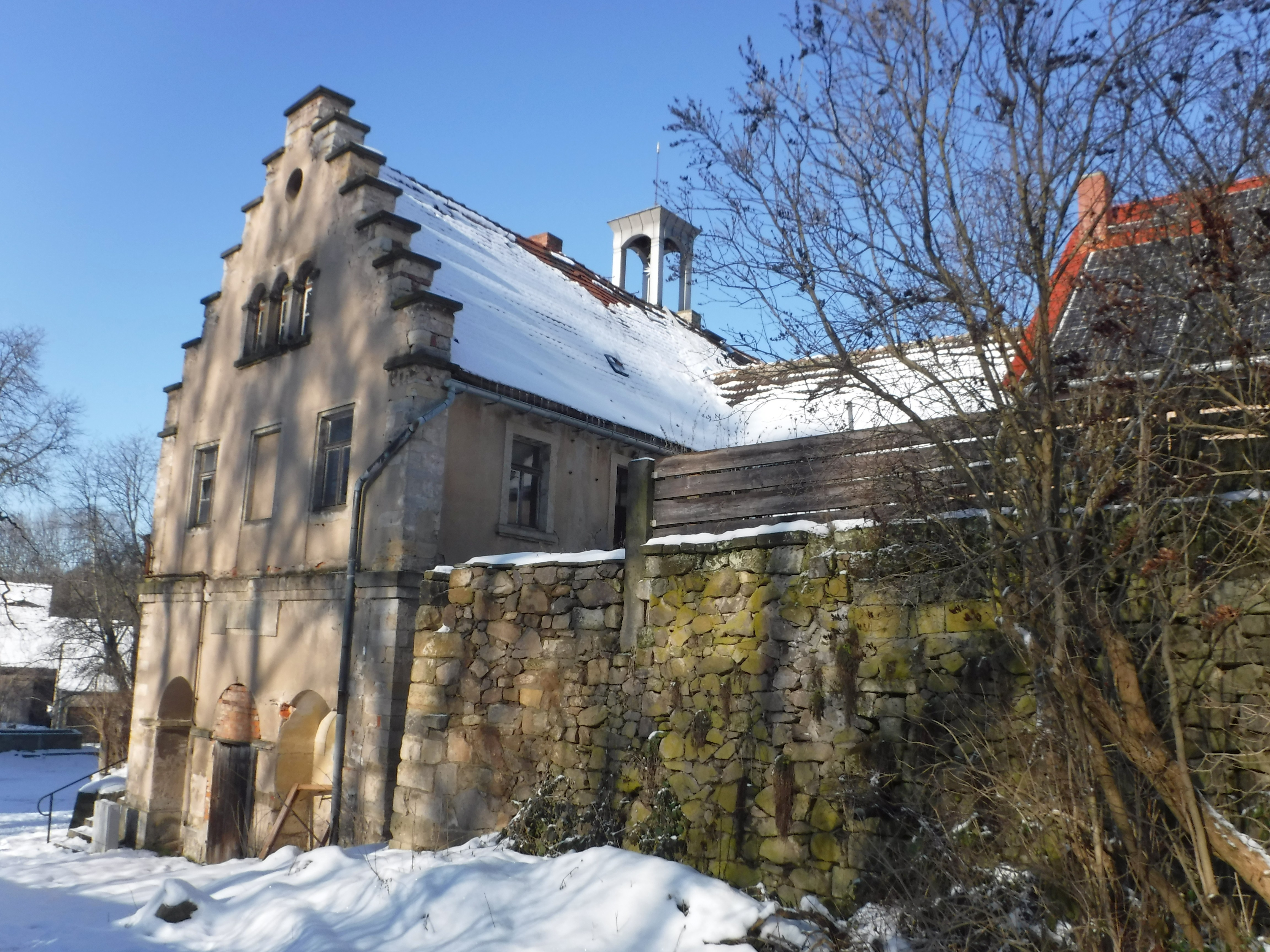
Gutsgebäude

Zur einfacheren Bewirtschaftung der zur Burg Helfenberg gehörigen Ländereien wurde östlich von ihr ein Vorwerk errichtet. Erstmals erwähnt wurde es 1420 als forwergk Helffenberg. Es stellt wahrscheinlich die Keimzelle des heutigen Ortsteils Helfenberg dar.
Im Gelände dieses größeren Gutshofs entstand um 1535 ein neues Herrenhaus im Renaissancestil. Als Helfenberg unter Hans von Dehn-Rothfelser zu einer großen Rittergutswirtschaft ausgebaut wurde, verlegte dessen Familie 1547 ihren Hauptwohnsitz von der Burg in das Herrenhaus, das damals vergrößert wurde. Bewohnt wurde es anschließend von einem der sieben Söhne Dehn-Rothfelsers, dem kurfürstlichen Stallmeister Ernst Abraham von Dehn-Rothfelser. Dessen einziger Sohn, der Reichsjägermeister Hans Dippold von Dehn-Rothfelser, verstarb 1665 im Herrenhaus Helfenberg.
Im Jahr 1775 erfolgte ein Neubau dieses Herrenhauses, das seither verstärkt auch als Schloss Helfenberg bezeichnet wird, nach Plänen von Johann Gottfried Kuntsch. Für dieses zweigeschossige Gebäude, das mit einem Krüppelwalmdach ausgeführt wurde, verwendete Kuntsch abgebrochene Steine der früheren Burg.
Bereits um 1800 kam es durch Gottlob Friedrich Thormeyer zu einer Umgestaltung im Stile des Klassizismus. Das Gebäude wurde nach Osten verlängert; die Fassade gliedert sich seither nicht mehr in sieben, sondern in neun Achsen und wurde mit drei von Thaddäus Ignatius Wiskotschill vor 1789 geschaffenen Reliefs ausgestattet. Sie heißen „Die Malerei“, „Die Bildhauerkunst“ und „Apoll und die Musen“ und befanden sich ursprünglich am Wohnhaus Camillo Marcolinis in der Wilsdruffer Gasse in der Dresdner Altstadt.
Der Eingang des Herrenhauses wurde bei dem Umbau an der Ostseite platziert und eine breite Freitreppe vorgelagert. Das Schloss erhielt ein Satteldach und die drei Giebelfenster eine gemeinsame kreisförmige Blende. Die Torsäulen am Hofeingang wurden mit Sandsteinurnen verziert.
Südlich an das Herrenhaus schließt sich ein Park an. Vermutlich wurde er bereits zu Beginn des 17. Jahrhunderts angelegt und mehrfach verändert. Seine heutige Form geht auf das frühe 19. Jahrhundert zurück. Zwischen 1806 und 1811 ließ ihn der Hausherr James Ogilvy, 7. Earl of Findlater, im englischen Stil umgestalten. In dieser Zeit wurden wertvolle Gehölze gepflanzt, so zum Beispiel mehrere Scheinzypressen, ein Tulpenbaum und zwei Hänge-Buchen. Letztere stehen seit 1958 unter Schutz; wegen ihrer besonderen Größe und Ausprägung sind sie als Naturdenkmal ND 78 ausgewiesen. Das Sturmtief Niklas entwurzelte 2015 die mächtigere der beiden Hänge-Buchen. Am Wurzelballen des es als Totholz im Park verbliebenen Baums erfolgte eine Nachpflanzung. Der Park wird durch die kontrastreiche Abwechslung großer Laub- und Nadelgehölze geprägt und wird vom Elbhangwanderweg durchquert.

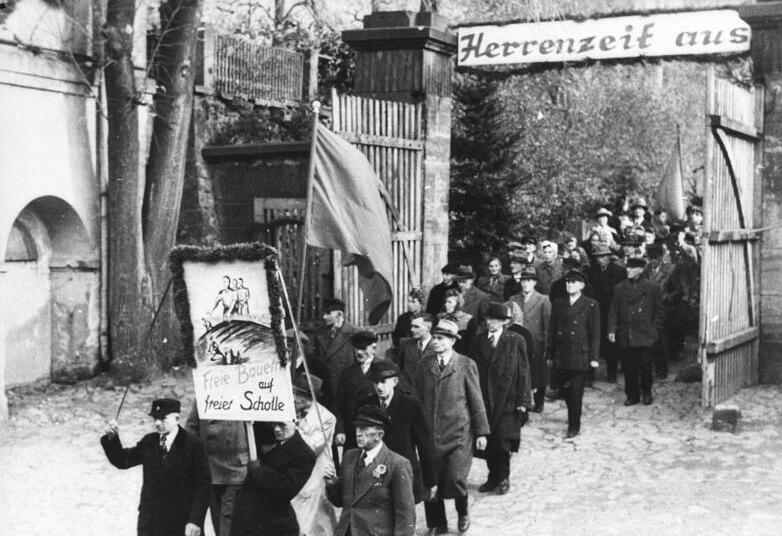
Bodenreform 1945 in Helfenberg

Nach Findlaters Tod 1811 ging die Gutswirtschaft an dessen Lebensgefährten und Privatsekretär Johann Georg Christian Fischer über, der bis zu seinem Tod 1860 in Helfenberg lebte. Die Albertiner, das sächsische Königshaus, übernahmen das Helfenberger und auch das benachbarte Gönnsdorfer Rittergut im Jahr 1878. Die Bewirtschaftung erfolgte durch wechselnde Pächter. Nach der Abschaffung der Monarchie verwaltete der Hausverein albertinischer Linie e. V. das Gut und damit auch das Herrenhaus, wodurch die Wettiner nach wie vor die Grundherren waren. Nach dem Zweiten Weltkrieg wurden sie dann im Rahmen der Bodenreform enteignet.
Im Jahr 1948 konnte der zugunsten von Neubauernhöfen geplante Abriss des Schlosses verhindert werden. Das frühere Herrenhaus diente später als Schule, als Verwaltungssitz einer LPG, die sich 1970 der Bühlauer LPG Neues Leben anschloss, und als Reparaturwerkstatt. Ein Großteil des Gutshofs wurde bis 1990 landwirtschaftlich genutzt. Die erhaltenen Gebäude, so auch das Herrenhaus, sind denkmalgeschützt. Die meisten stehen leer; nach dem Verkauf des Schlosses im Jahr 2006 wurde dessen schrittweise Sanierung zu einem Wohnhaus begonnen.